# Prix Jean-d'Heurs du roman historique
Le prix Jean-d'Heurs du roman historique a été créé en 1987 par le conseil général de la Meuse pour récompenser les romans historiques en langue française d'auteurs contemporains. Remis en général début novembre au Centre mondial de la paix à Verdun dans le cadre du Salon du livre d’histoire, il a été remis pour la dernière fois en 2017, le conseil départemental lui ayant retiré son soutien.

## Le jury
Il est présidé par le lauréat précédent et est composé d’élus, de journalistes, de responsables de bibliothèques et de diverses personnalités. Le vainqueur reçoit 3 000 euros.

## Liste des lauréats
- 1987 : Gilbert Sinoué pour La Pourpre et l'Olivier (Olivier Orban)
- 1988 : Sylvie Crossman et Michel Gabrysiak pour La Guéniza (éditions du Seuil)
- 1989 : Christian Jacq pour La Reine Soleil (éditions Julliard)
- 1990 : Vincent Gabarra pour Le Crépuscule des hommes (Presses de la Renaissance)
- 1991 : Emmanuel Maffre-Baugé pour L'Épée à deux tranchants (Robert Laffont)
- 1992 : Jean-Pierre Néraudau pour Le Mystère du jardin romain (Les Belles Lettres)
- 1993 : Louis Gardel pour Dar Baroud (éditions du Seuil)
- 1994 : Jean-Jacques Antier pour Autant en apporte la mer (Presses de la Cité)
- 1995 : Michel Folco pour Un loup est un loup (éditions du Seuil)
- 1996 : Jean-Daniel Baltassat pour Galop de l'ange (Robert Laffont)
- 1997 : Jean-François Nahmias pour L'Illusion cathare (Albin Michel)
- 1998 : Franz-Olivier Giesbert pour Le Sieur dieu (éditions Grasset)
- 1999 : Jacques Baudouin pour Le Mandarin blanc (Jean-Claude Lattès)
- 2000 : Marie Brantôme pour Le Galant Exil du Marquis de Boufflers (Flammarion)
- 2001 : Frédéric H. Fajardie pour Les Foulards rouges (Jean-Claude Lattès), Juliette Morillot pour Les Orchidées rouges de Shanghai (Presses de la Cité) et Anne Wiazemsky pour Aux quatre coins du monde (éditions Gallimard)
- 2002 : Arnaud Delalande pour L'Église de Satan (éditions Grasset)
- 2003 : Jean-Pierre Dufreigne pour Louis XIV, le lever du soleil (Plon)
- 2004 : Hubert Prolongeau pour Le Baiser de Judas (éditions Grasset)
- 2005 : Patrick Weber pour Le Grand Cinquième (Jean-Claude Lattès)
- 2006 : Bernard Tirtiaux pour Pitié pour le mal (Jean-Claude Lattès)
- 2007 : Virginie Ollagnier pour Toutes ces vies qu'on abandonne (éditions Liana Levi)
- 2008 : Alain Le Ninèze pour Sator : l'Énigme du carré magique (Actes Sud)
- 2009 : Béatrice Fontanel pour L'Homme barbelé (éditions Grasset)
- 2010 : Bruno Tessarech pour Les Sentinelles (éditions Grasset)
- 2011 : Arnaud Rykner pour Le Wagon (éditions du Rouergue)
- 2012 : Romain Slocombe pour Monsieur le commandant (Nil)
- 2013 : François-Henri Désérable pour Tu montreras ma tête au peuple (éditions Gallimard)
- 2014 : Valentine Goby pour Kinderzimmer (Actes Sud), Michèle Audin pour Cent vingt et un jours (Gallimard), Slobodan Despot pour Le Miel (éditions Gallimard)
- 2015 : Eugène Ébodé pour Souveraine Magnifique (éditions Gallimard)
- 2016 : Daniel Arsand pour Je suis en vie et tu ne m'entends pas (Actes Sud)
- 2017 : à compléter